# Rozhledna Komec
Rozhledna Komec se nachází ve Sportovním areálu Komárov, v Brně-Komárově.

## Popis
Rozhlednu tvoří komín bývalé kotelny, která vytápěla původně zde se nacházející skleníky. Komín byl roku 2014 osazen točitým ocelovým schodištěm. Vedle komína se nachází budova bývalé kotelny, v současnosti využívaná jako lezecké centrum. Rozhledna byla otevřena pro veřejnost v srpnu 2014. Přístup je přes budovu kotelny. Na kruhový ochoz ve výšce 25 metrů stoupá celkem 134 schodů, z toho 27 vnitřním schodištěm v kotelně a 107 na točitém schodišti okolo komína. Vstup na rozhlednu je zpoplatněn.
Přístup k rozhledně je z ulice Hněvkovského nebo z cyklostezky vedoucí podél řeky Svratky.